# Риџтоп (Тенеси)
Риџтоп (енгл. Ridgetop) град је у америчкој савезној држави Тенеси.

## Демографија
По попису из 2010. године број становника је 1.874, што је 791 (73,0%) становника више него 2000. године.
| Група             | 2000.         | 2010.         |
| Белци             | 1.038 (95,8%) | 1.777 (94,8%) |
| Афроамериканци    | 16 (1,5%)     | 34 (1,8%)     |
| Азијати           | 6 (0,6%)      | 9 (0,5%)      |
| Хиспаноамериканци | 11 (1,0%)     | 30 (1,6%)     |
| Укупно            | 1.083         | 1.874         |